# Дамбовичоара (Арђеш)
Дамбовичоара (рум. Dâmbovicioara) насеље је у Румунији у округу Арђеш у општини Дамбовичоара. Oпштина се налази на надморској висини од 1090 m.

## Становништво
Према подацима из 2002. године у насељу је живело 1066 становника, од којих су сви румунске националности.

### Хронологија
| Година       | 1992 | 1993 | 1994 | 1995 | 1996 | 1997 | 1998 | 1999 | 2000 | 2001 | 2002 | 2003 | 2004 | 2005 | 2006 | 2007 | 2008 | 2009 | 2010 | 2011 | 2012 | 2013 | 2014 | 2015 | 2016 | 2017 |
| ------------ | ---- | ---- | ---- | ---- | ---- | ---- | ---- | ---- | ---- | ---- | ---- | ---- | ---- | ---- | ---- | ---- | ---- | ---- | ---- | ---- | ---- | ---- | ---- | ---- | ---- | ---- |
| Становништво | 1325 | 1281 | 1247 | 1220 | 1207 | 1175 | 1154 | 1143 | 1146 | 1124 | 1097 | 1077 | 1057 | 1058 | 1047 | 1033 | 1035 | 1007 | 992  | 975  | 961  | 945  | 942  | 933  | 912  | 902  |